# Primus inter pares
A primus inter pares [ejtsd: prímusz inter párész] latin kifejezés. Jelentése: „első az egyenlők között”.
Olyan személy, csoport, ritkábban tárgy, amely ugyan egyenrangú a többiekkel, de valamely tulajdonságában, értékében mégis  kiemelkedik a többi hasonló társa közül.
Egy közmegegyezésen alapuló cím, amely megbecsülést jelent viselőjének.
De jure nem ad több jogot vagy kiváltságot, ám de facto mégis egyfajta vezető szerepet jelent a cím tulajdonosának.

## Eredete
Az ókori római szónoki technikában gyakran használtak  hasonlóan beszédesen jelzős szókapcsolatokat szónoklataik ékesítésére. A primus inter pares kifejezés valószínűleg azért maradt fenn, mert a korai kereszténység idején a Római egyházmegye nevezte – vagy neveztette(?) – magát így azok körében, akik elismerték meghatározó, vezető szerepét.

## Példák
- A Svájci Államszövetség elnöke, mint primus inter pares áll a Szövetségi Tanács (kb. = Svájc kormánya) élén.
- Báthory Zsigmond erdélyi fejedelem a három (Erdély, Havaselve, Moldva) török-vazallus állam élén.
- Az Orosházi Táncsics Mihály Gimnázium és Kollégium öregdiákjainak adható elismerése a Primus Inter Pares Díj.